# Verwaltungsgemeinschaft Grünsfeld

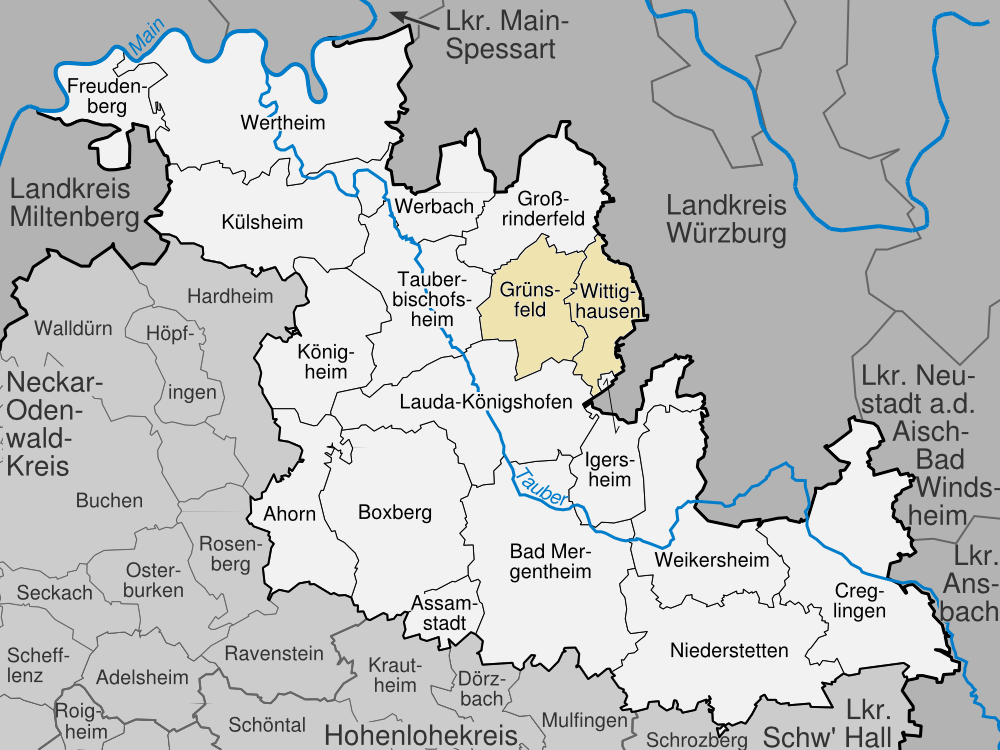
Die vereinbarte Verwaltungsgemeinschaft Grünsfeld im Main-Tauber-Kreis

In der vereinbarten Verwaltungsgemeinschaft Grünsfeld im baden-württembergischen Main-Tauber-Kreis haben sich eine Stadt und eine Gemeinde zur Erledigung ihrer Verwaltungsgeschäfte zusammengeschlossen. Der Sitz der vereinbarten Verwaltungsgemeinschaft liegt in der Hauptstraße 12 in der Stadt Grünsfeld (erfüllende Gemeinde).

## Mitgliedsgemeinden
Mitglieder dieser durch eine öffentlich-rechtliche Vereinbarung entstandenen Verwaltungsgemeinschaft sind:
- Stadt Grünsfeld, 3657 Einwohner, 44,72 km²
- Gemeinde Wittighausen, 1743 Einwohner, 32,36 km²

## Struktur und Aufgaben
Ein gemeinsamer Ausschuss aus Vertretern der beteiligten Gemeinden entscheidet über die Erfüllungsaufgaben. Vorsitzender des gemeinsamen Ausschusses ist der Bürgermeister (Joachim Markert) der erfüllenden Gemeinde (Grünsfeld). Die „vereinbarte Verwaltungsgemeinschaft“ ist nicht selbst rechtsfähig, da sie keine Körperschaft des öffentlichen Rechts und damit auch kein Gemeindeverband ist. Den Umfang der übertragenen Aufgaben der vereinbarten Verwaltungsgemeinschaft bestimmt § 61 der baden-württembergischen Gemeindeordnung.